# شانه‌موش آرژانتینی
شانه‌موش آرژانتینی (نام علمی: Ctenomys argentinus) نام یک گونه از سرده شانه‌موش است.